# りはめより100倍恐ろしい
『りはめより100倍恐ろしい』（りはめよりひゃくばいおそろしい）は、木堂椎が2006年に発表した日本の小説。『りはめ』と略されることもある。

## 解説
第1回野性時代青春文学大賞の受賞作で、単行本化されると「現役の高校生によって、そして全編が携帯電話を用いて執筆された小説」として話題を集めた。著者の木堂椎によれば、時間のあるときに携帯電話を用いて一気に書き進め、それをPCに転送して推敲するという形で執筆したという。これが饒舌な口語体の作風のもととなったと考えられる。
本作のタイトルは“「いじり」（「素人弄り」などの“弄り”）は「いじめ」よりも恐ろしい”という意味である。ここでいういじりとは、場の空気の圧力によって個人に損な役回りを半強制的に押し付けるようなコミュニケーション関与のことである。作中の記述によれば、被害者自身に原因が存在し発見されれば教師から救済されうる「いじめ」と違い、「いじり」はこれといって原因もないまま突如標的とされ、一見すればじゃれあいにすぎないために教師からの救済も期待できないぶんいじめより悲惨であるという。もっとも、ここでいう「いじり」は狭義のいじめ（暴力系いじめ）には該当しなくとも広義のいじめ（具体的にはコミュニケーション操作系いじめ）には含まれると考えられる。
本作は、学校空間でのシビアなコミュニケーションの駆け引きを描いたスクールカースト小説といわれる一連の作品群に属する。スクールカーストとは日本の現代の学校における生徒間に発生する地位のことで、それが「キャラの分化」やいじめの発生と密接に関係していることが盛んに論じられている。スクールカーストやキャラという面に注目すると本作は、中学ではカースト低位であった主人公の羽柴典孝が高校進学にあたってキャラを変更してカーストの上昇を試みる物語であり、また主人公が「いじり」という名の下に周囲から道化の役回り（いじられキャラ）を押し付けられスクールカーストの最下位へ固定化されないように奮闘するさまが描かれているといえる。
同じくスクールカーストものといわれる小説に白岩玄が2004年に上梓した『野ブタ。をプロデュース』（以下『野ブタ。』）があり、本作と比較される。評論家の大森望は、本作を『野ブタ。』の「ダークサイド版」として緊張感・恐怖感では『野ブタ。』をしのぐものだと評している。本作の文庫版の解説を執筆した精神科医の斎藤環によると、『野ブタ。』では主人公がいじめられキャラのクラスメイトをまず（みんなから愛されるような）いじられキャラとしてプロデュースし直すという展開になっているため「いじり」についての捉え方は本作と逆になっているとしている。また斎藤環は、本作をセカイ系のひとつに位置づけ、題名の秀逸さとともに「いじめ」でなく「いじり」を取り扱った初めての小説であり今後も広く読まれることになるだろうと高く評価している。
本作の単行本版における冒頭文は、一文の中に「ので」が3回使用されており、著者の木堂椎はこの悪文が意図的なものであると述べている。それによると、賞に応募する際に少しでも目立つからという理由であえて冒頭文を「ので」が2つ存在する文章にし、単行本化する際にはさらに1つ増やして3つにしたという。なお、文庫版では修正され無難な文章になっている。

## ストーリー
主人公の羽柴典孝は、中学生のとき「虚弱児」をもじって「キョジャック」という屈辱的なあだ名をつけられ、周囲から徹底的に「いじり」の対象としてからかわれ続けるという悲惨な学校生活を送った。
高校に進学した羽柴は過去の失敗を繰り返さないために部活（男子バスケットボール部）では暗黙の権力関係に細心の注意を払うようになった。同じ中学だった澤村一城と結託し、友人たちと集まって遊ぶときに積極的に進行役をつとめたり、実際には貧弱な恋愛遍歴を偽ったりしながら部活内での地位の維持に邁進する。そして、比較的おとなしい性格の甲本総（通称グッキイ）をスケープゴートとしていじられキャラになるように巧妙に誘導し、精神的に追い詰めてついにはバスケ部を退部するにまで追い込む。
グッキイといういじられキャラを失った部活内では次なるいじりの標的が羽柴自身に向けられていく。武者啓太郎や牧京介といった部活内で権力のあるメンバーから目をつけられ、羽柴は中学時代のあだ名を暴露されそうになるが、澤村がうまく誤魔化してくれたことによりなんとかその危機を脱する。その後も武者や牧は羽柴をいじられキャラに貶めようとするが、羽柴の親友の長村勲（通称ナガさん）が自らいじられ役を買って出たため、羽柴の代わりにナガさんが部活内では一発芸を執拗に強要され続けるなどされるようになった。
羽柴は、澤村やナガさんとともに、武者・牧らに報復する計画を立ててバスケ部のほかのメンバーを少しずつ仲間に引き込もうとする。しかし、牧らのいじりはエスカレートしていき、ある日ナガさんをトイレで丸刈りにする事件が発生した。羽柴は報復を実行し、武者が中学時代にはオタクであったことを暴露してその地位を失墜させる。牧にこれまでの悪行を詫びさせ、こうして部活には多少のわだかまりを残しながらもおおよそ平和が訪れた。
羽柴たちは2年生になった。かつて退部に追い込んだグッキイが部活に復帰し、羽柴は当時保身のために彼がいじられキャラになるように密かに操作していたことを打ち明け、懺悔する。しかし、そんな羽柴を待っていたのはグッキイからの一発芸の要求にはじまる周囲からのいじりだった。これまで常に味方してくれていた澤村にも裏切られた羽柴になす術はなく、卒業までいじりという苦行に耐え続けなければならないことを覚悟する。

## 書籍情報
- （単行本）木堂椎『りはめより100倍恐ろしい』角川書店、2006年。ISBN 978-4048736794。
- （文庫版）木堂椎『りはめより100倍恐ろしい』角川書店、2007年。ISBN 978-4043863013。